# У славу старог града
„У славу старог града” је српски  ТВ филм из 2002. године. Режирао га је Антон Делић а сценарио је написао Душан Белча.

## Улоге
| Глумац            | Улога                 |
| ----------------- | --------------------- |
| Срђан Радивојевић | Јован Стерија Поповић |
| Иван Ђорђевић     | Феликс Милекер        |
| Вања Радошевић    | Султана Чијук         |
| Павле Петровић    | Паја Јовановић        |
| Драган Џанкић     | Бора Костић           |
| Иван Вуков        | Драгиша Брашован      |
| Бојан Стефановић  | Бициклиста            |